# ROKS Hwacheon
Le ROKS Hwacheon (AOE-59) est un navire d’appui au combat rapide de la marine de la république de Corée, le troisième navire de la classe Cheonji. Il est nommé d’après le lac Hwacheon.

## Conception
Après la guerre de Corée, la marine sud-coréenne a acheté et exploité de petits navires ravitailleurs des années 1960 aux années 1980. Ces navires étaient obsolètes en raison d’une exploitation prolongée, ce qui a forcé leur retrait à partir de la fin des années 1970. Comme la demande d’opérations maritimes augmentait de jour en jour, la Marine avait besoin de navires pour accomplir les missions.
À partir du milieu des années 1980, sur la base de l’expériences de ces navires, la marine sud-coréenne a proposé de construire des navires de soutien au combat de conception nationale. De 1988 à 1990, le premier navire de soutien au combat, plus tard nommé ROKS Cheonji, a été construit et lancé. Les ROKS Daecheong et Hwacheon ont été construits sept ans plus tard. À l’époque, la marine sud-coréenne a réservé sa décision de construire ou non d’autres navires de soutien après avoir terminé les tests de fonctionnement du premier navire.
Alors que les besoins en navires de soutien augmentaient, la marine a conçu en 2016 les navires de la classe Soyang, basés sur la classe Cheonji.

## Carrière
Le ROKS Hwacheon a été construit par Hyundai Heavy Industries, lancé en 1997 et mis en service en 1998. Il était le troisième navire de soutien logistique construit par la marine sud-coréenne.
En novembre 2007, les ROKS Hwacheon et ROKS Chungmugong Yi Sun-sin ont effectué une visite à New York, aux États-Unis.
Le 22 août 2010, les ROKS Hwacheon et ROKS Yang Man-chun ont effectué une visite de courtoisie de trois jours à Auckland, en Nouvelle-Zélande,.
En septembre 2017, le ROKS Hwacheon et le destroyer ROKS Gang Gam-chan (DDH-979) ont accosté au port de Tien Sa à Da Nang pour une visite de quatre jours dans le centre du Viêt Nam. La visite des deux navires de la marine sud-coréenne vise à renforcer les liens entre les deux pays pour célébrer 25 ans de relations diplomatiques. Les marins sud-coréens ont participé à une cérémonie de salut au drapeau à leur arrivée à Da Nang. Ils ont rencontré les autorités de la ville et les forces navales, et ont rendu visite à des enfants pauvres dans des centres caritatifs.
Le ROKS Hwacheon a été déployé en août 2019 avec le ROKS Munmu le Grand (DDH-976) pour le 66e voyage du groupe opérationnel d’entraînement aux croisières de la marine de la république de Corée. Cet entraînement annuel en croisière a débuté en 1954. Les deux navires ont appareillé du port de Jinhae à Changwon, dans la province du Gyeongsang du Sud, avec 630 membres du personnel de la marine à bord, dont 140 cadets. Ce voyage autour du monde, pendant 143 jours, leur a fait visiter 14 ports dans 12 pays.
Le 2 septembre 2019, les deux navires de guerre sud-coréens ont accosté à Manille, aux Philippines, pour une visite amicale marquant 70 ans de relations diplomatiques entre les deux pays. Une cérémonie de bienvenue a été organisée à bord du Munmu le Grand avec le commandant de la Force de combat littoral de la flotte philippine (PF), le commodore Rey dela Cruz. Le commandant du groupe opérationnel d’entraînement aux croisières, le contre-amiral Yang Min Soo, a rappelé que les Forces expéditionnaires philippines en Corée (PEFTOK) ont été les premières troupes au sol à aider la Corée du Sud dans la guerre de Corée, et a affirmé que la marine sud-coréenne « se souviendra toujours du noble sacrifice des forces philippines ». Il a ajouté que la visite commémorera les anciens combattants et renforcera les échanges de coopération avec la marine philippine (PN).

## Galerie

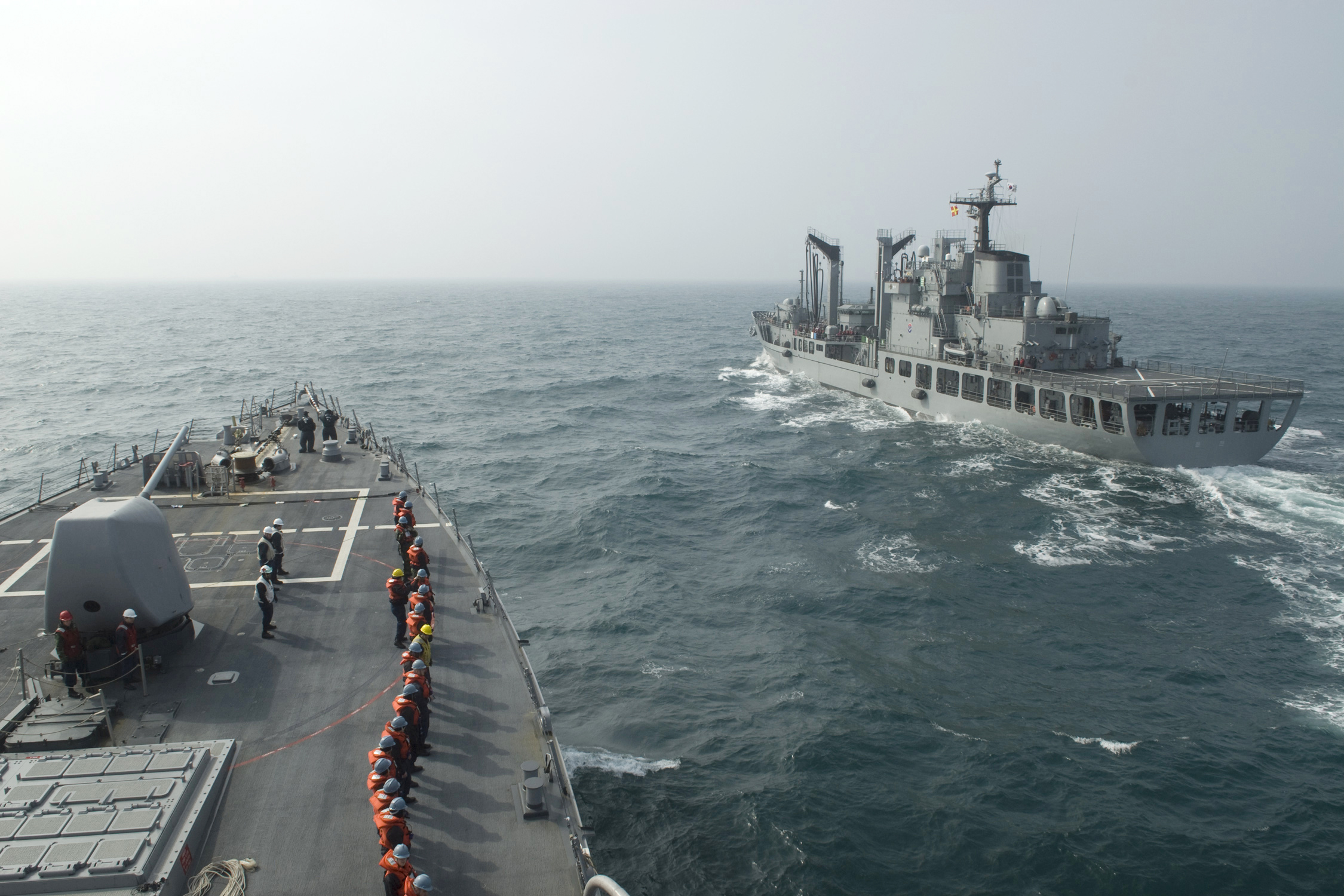
Les ROKS Hwacheon et USS John S. McCain (DDG-56) le 18 mars 2009
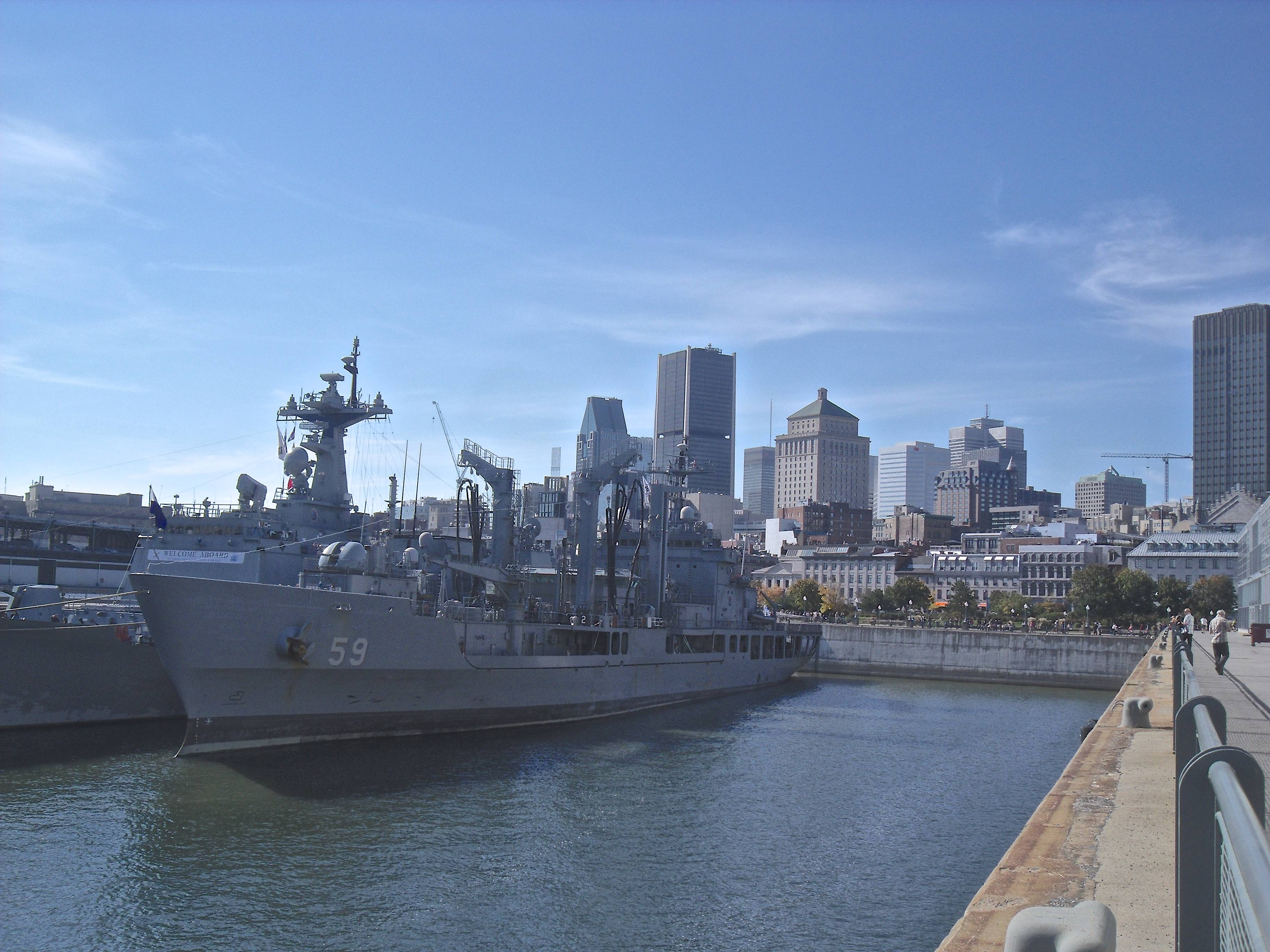
Le ROKS Hwacheon à Montréal le 14 octobre 2013
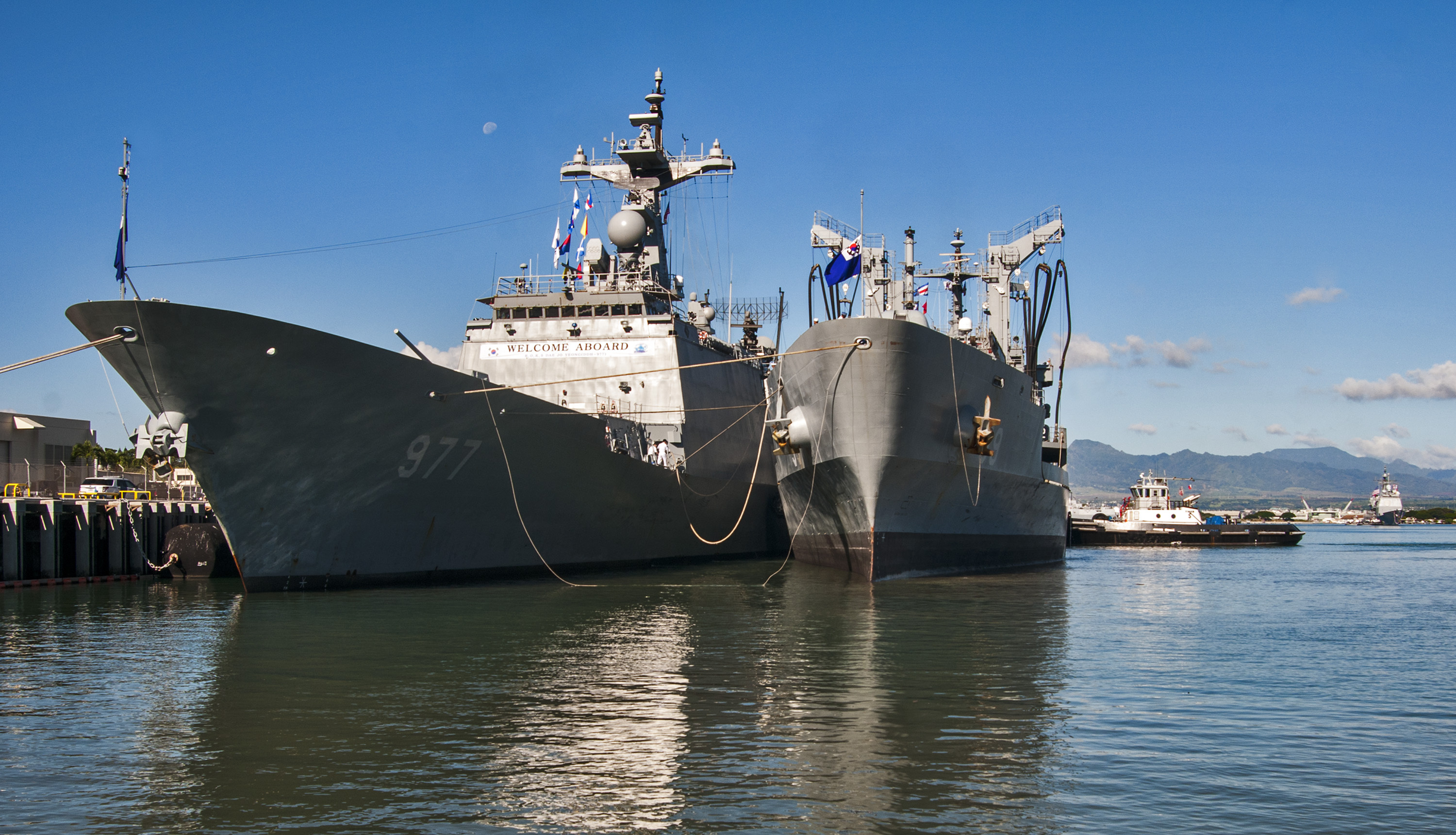
Les ROKS Hwacheon et ROKS Dae Jo-yeong (DDH-977) à Pearl Harbor le 22 novembre 2013
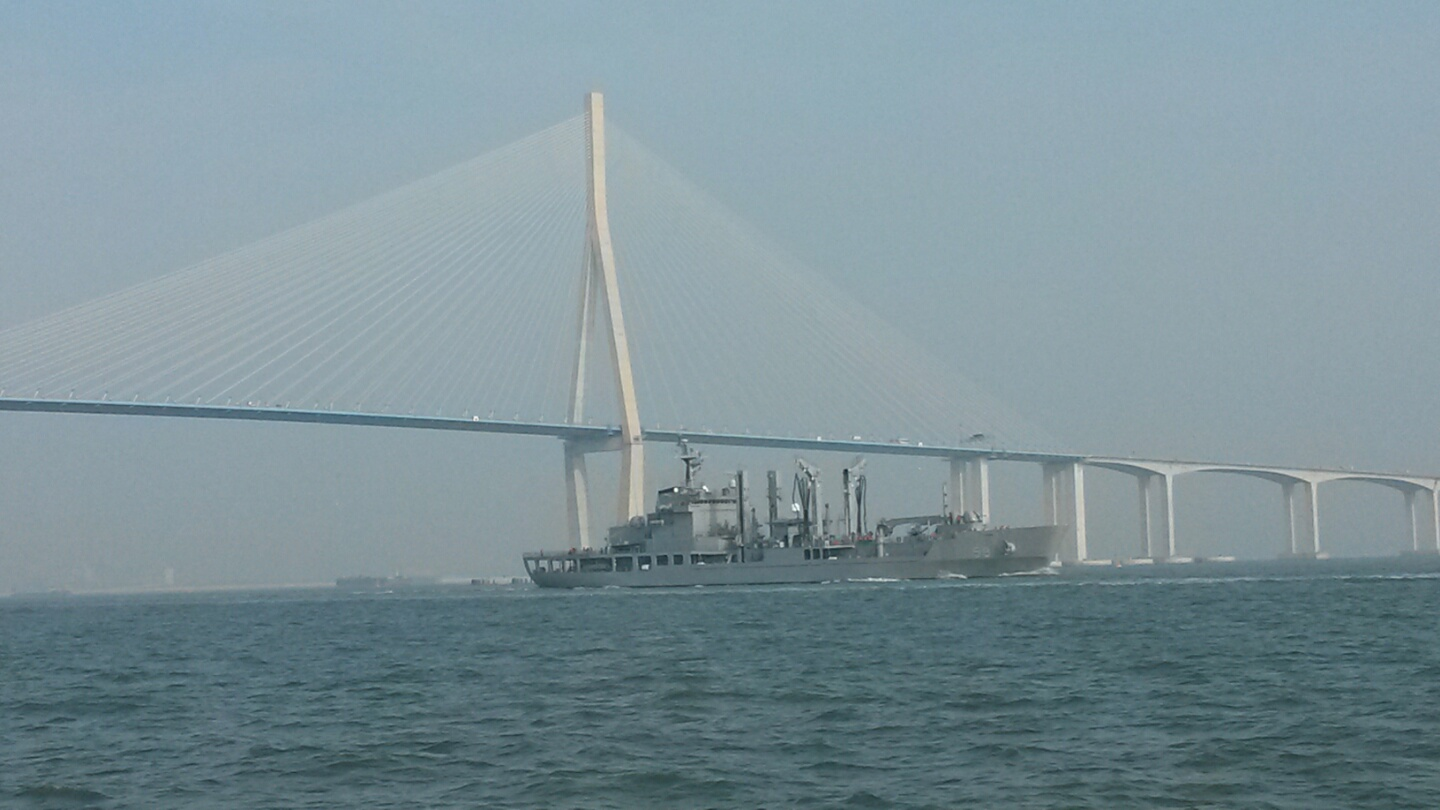
Le ROKS Hwacheon le 10 novembre 2015
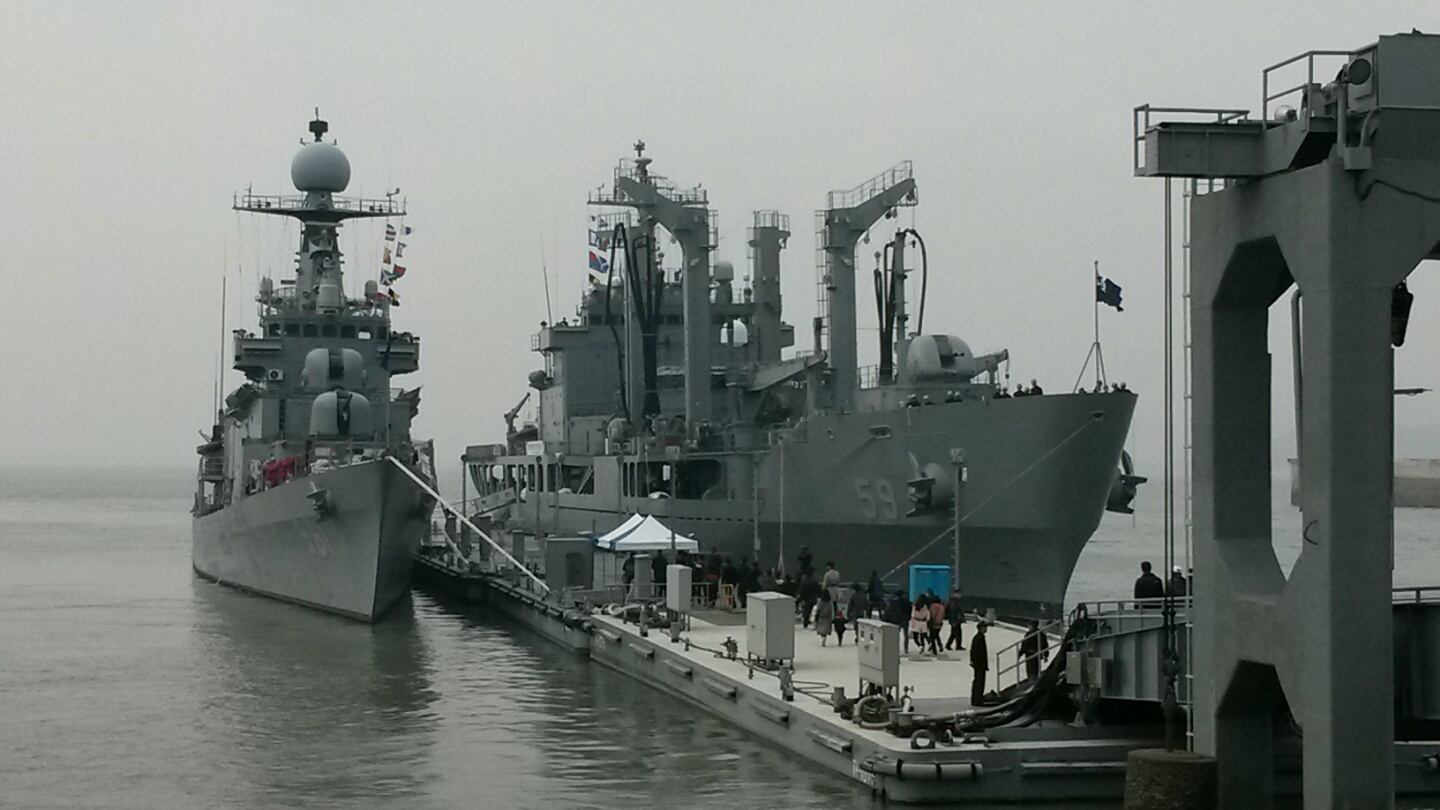
Les ROKS Hwacheon et ROKS Cheongju (FF-961) le 10 novembre 2015
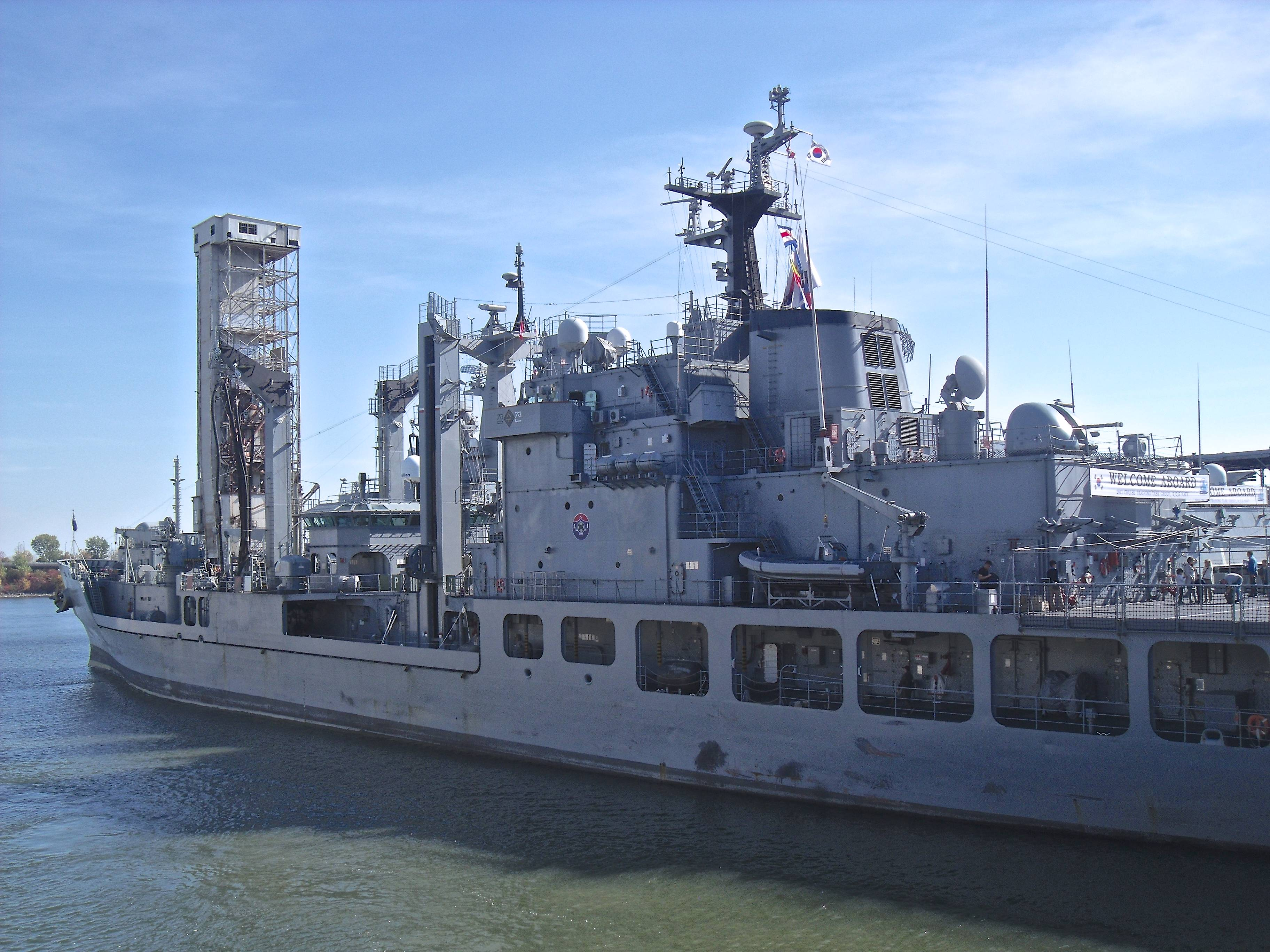